# Заборье (Пермский район)
Заборье — деревня в Пермском районе Пермского края. Входит в состав Двуреченского сельского поселения.

## Географическое положение
Расположена на левом берегу реки Сылва примерно в 43 км к юго-востоку от административного центра поселения, села Ферма, и в 53 км к юго-востоку от центра города Перми.

## Население
| 2010 |
| ---- |
| 7    |

## Улицы[2]
- Береговая ул.
- Берёзовая ул.
- Дачная ул.
- Зелёная ул.
- Еловая ул.
- Кленовая ул.
- Лазурная ул.
- Малиновая ул.
- Пихтовая ул.
- Подлесная ул.
- Полевая ул.
- Садовая ул.
- Сосновая ул.
- ул. Строителей
- Тенистая ул.
- Тупиковая ул.
- Хуторская ул.
- Центральная ул.
- Южная ул.
- ул. Юрша

## Топографические карты
- Лист карты O-40-78 Серга. Масштаб: 1 : 100 000. Состояние местности на 1983 год. Издание 1984 г.